# Dues bretones sota una pomera en flor
Dues bretones sota una pomera en flor (Deux bretonnes sous un pommier en fleurs) és un quadre del pintor francès Paul Sérusier acabat l'any 1892. Aquesta pintura respon a l'estètica de l'anomenat moviment nabí, del qual Sérusier era un dels promotors, així com a la de l'anomenada Escola de Pont-Aven amb la qual el pintor mantenia lligams estrets. L'obra s'exhibeix al Museu Thyssen-Bornemisza de Madrid.

## Anàlisi de l'obra i context artístic
Aquest quadre respon a les coordenades estètiques posades en pràctica per Sérusier després de la seua visita a Pont-Aven (Bretanya) el 1888, on va conèixer Paul Gauguin, qui el va impulsar a explorar l'ús de colors intensos i plans. Per a Sérusier, Bretanya va esdevenir una mena de pàtria espiritual. La representació de les gents del país, especialment les dones, és freqüent en la seua obra. Segons afirma Guillermo Solana, «reunides per parelles o en grups, absortes i en actitud contemplativa, aquestes dones "primitives" encarnen una silenciosa comunió amb la natura, inaccessible a l'espectador masculí i "civilitzat". Així, aquestes dues bretones semblen íntimament vinculades a l'arbre, com si en participassen en el floriment».
L'estil de l'obra revela la influència de la pintura japonesa d'estampes, a la qual Sérusier era aficionat. En opinió de Caroline Boyle-Turnes, aquest quadre «combina aspectes de les obres d'estil japonès de Sérurier amb la pintura monumental de figures». La disposició dels colors, amb àrees de color viu estès entre zones fosques, i l'absència de profunditat, són característiques de l'estil postimpressionista de Sérurier, compartit amb altres representants de l'Escola de Pont-Aven.

## Història i ubicació
Paul Sérusier hauria regalat aquest quadre al seu amic, també pintor dins de la mateixa línia estètica nabí, Paul Ranson. A la mort de Ranson l'obra va passar a mans del seu fill Michel. La següent notícia que hom té de l'obra és que va ser subhastada a la casa londinenca Sotheby's el 1988. Deu anys després l'obra reapareix en aquesta mateixa casa de subhastes, moment en què és adquirida per Carmen Cervera, baronessa consort de Thyssen, per a la seua col·lecció particular. Com d'altres obres d'aquesta col·lecció, el quadre es troba cedit en dipòsit per a la seua exhibició al Museu Thyssen-Bornemisza de Madrid. Allà es pot veure a la sala L3, dedicada a la pintura europea impressionista i postimpressionista.